# 上戸恵
上戸 恵（うえと めぐみ）は、日本の元AV女優。
身長:168cm。スリーサイズ:B83(C-70)・W61・H90cm。

## 略歴・人物
2004年にデビューした熟女系AV女優である。
2005年に引退。

## 出演作品

### アダルトビデオ
2004年
- あゝ!一軒家プロレズ（1月8日、ソフト・オン・デマンド）共演:中谷美央、森野あおば、麻生留奈、松島やや ※「うえとめぐみ」名義
- 団地妻 誰か私を狂わせて…何もかも忘れたいの 疼く昼下がりの秘め事（8月31日、アテナ映像）…オムニバス作品 他出演:高村美子、大畑愛子、坪倉史歩
- 行列の出来る人妻公衆便所（8月31日、メディアステーション）共演:川原レイナ、西条麗、伊原洋子、三咲優
- 奥さまは本物第7代ミス●●区（9月9日、ディープス）
- 美人教師 暴行現場 20 （10月16日、クリスタル映像）他出演:瀬名涼子、りりか、森下さやか、星川かんな、梅木杏奈
- Mrs.癒しママ 元気になる甘えん坊プレイ（10月18日、ドリームチケット）他出演:小西美智子、森咲小雪 ※「うえとめぐみ」名義
- エロ美脚（10月18日、ドリームチケット）他出演:上原ひとみ、雨宮まり ※「うえとめぐみ」名義
- 人妻専科 ミセスジーンズ（11月1日、レイディックス）
- 痴女男狩り 肉欲に飢えた淫乱痴女の淫らな日常（12月14日、バイブル）※「風間和美」名義

2005年
- 熟妻の交尾 一ノ巻 （1月6日、KIプランニング） ※「上戸恵子」名義
- 四十路 義母相姦 淫略に堕ちる母娘（1月19日、ビッグモーカル）共演:小林かすみ
- 裏・人妻ドキュメント 彼女たちがハメられる理由（1月21日、TMA）他出演:下平あや、赤松由梨、千葉尚子
- 未亡人 色情地獄変（2月25日、レイディックス）
- AVガチンコ面接 3（4月15日、アリスJAPAN）他出演:椿まや、渋谷かほり、片桐絵美、石橋あみ、高根まい、乾麻衣子、石川かすみ、雪野しほ